# Lausus (fils de Mézence)
Cet article concerne le fils de Mézence. Pour le fils de Numitor, voir Lausus.

Lausus est le fils du roi étrusque Mézence ou Mezentius, qui combattit Énée et les Troyens à ses côtés en Italie.

## Présentation

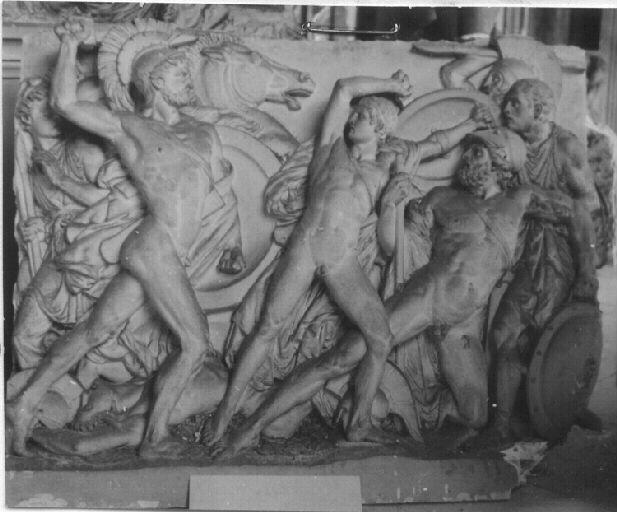
Mézence blessé, préservé par l'intrépidité de son fils Lausos, premier grand prix de Rome de sculpture en 1859 par Louis-Léon Cugnot. Ecole Nationale Supérieure des Beaux-Arts, Paris.

Il apparaît dans l'Énéide de Virgile, principalement au livre dix, où avec Turnus et son père Mézence il fait la guerre à Énée et aux Troyens voulant s'implanter en Étrurie. 
Dans la bataille avec Enée, Mézence est très grièvement blessé par un coup de lance et Lausus bloque bravement le coup fatal d'Énée. Lausus est ensuite tué par Enée et Mézence arrive à échapper à la mort. Dès qu'il apprend que Lausus est mort à sa place, Mézence ressent de la honte et retourne au combat sur son cheval Rhaebus afin de le venger. 
Il arrive à dominer brièvement Énée en lui tournant autour avec son javelot mais finalement ce dernier tue le cheval et Mézence avec une lance en les embrochant simultanément. Accablé par Énée, et mourant il reste provocant, sans peur et demande simplement qu'il soit enterré avec son fils Lausus.